# Vladimír Tomaškovič
Vladimír Tomaškovič (* 22. července 1958) je bývalý slovenský fotbalista.

## Fotbalová kariéra
V československé lize hrál za Spartak Trnava. Dal 1 ligový gól. Jako dorostenec hrál za Svätý Júr.

## Ligová bilance
| Ročník                                   | Zápasy | Góly | Klub           |
| ---------------------------------------- | ------ | ---- | -------------- |
| 1. československá fotbalová liga 1979/80 | -      | 1    | Spartak Trnava |
| CELKEM                                   | -      | 1    |                |